# 喹硫平
喹硫平（INN：quetiapine）是非典型抗精神病藥物，常見商品名思瑞康（Seroquel），主要治療思覺失調症、雙相情緒障礙症，以及重性抑鬱疾患。此药仿單外使用包括鎮定、睡眠障礙；尽管临床上利用其镇静效果而可助眠，但这种方式所得的好处可能不会超过其不良副作用的坏处。此种低剂量主要潜在副作用是体重增加。
在全世界年銷售額約47億美元，且在美國達29億美元。專利權在美國，在2011年到期，而小兒科的範圍上，在2012年3月26日到期。這藥物的專利權已在加拿大到期。許多藥廠現在正製造喹硫平的學名藥。喹硫平的學名藥由Specifar ABEE，雅典，希臘製造和銷售。
喹硫平于1985年开发，1997年被批准在美国用于医疗用途。它可以作为一种通用名药物使用。2020年，它是美国第64种最常见的處方藥，有超过1000万张处方。

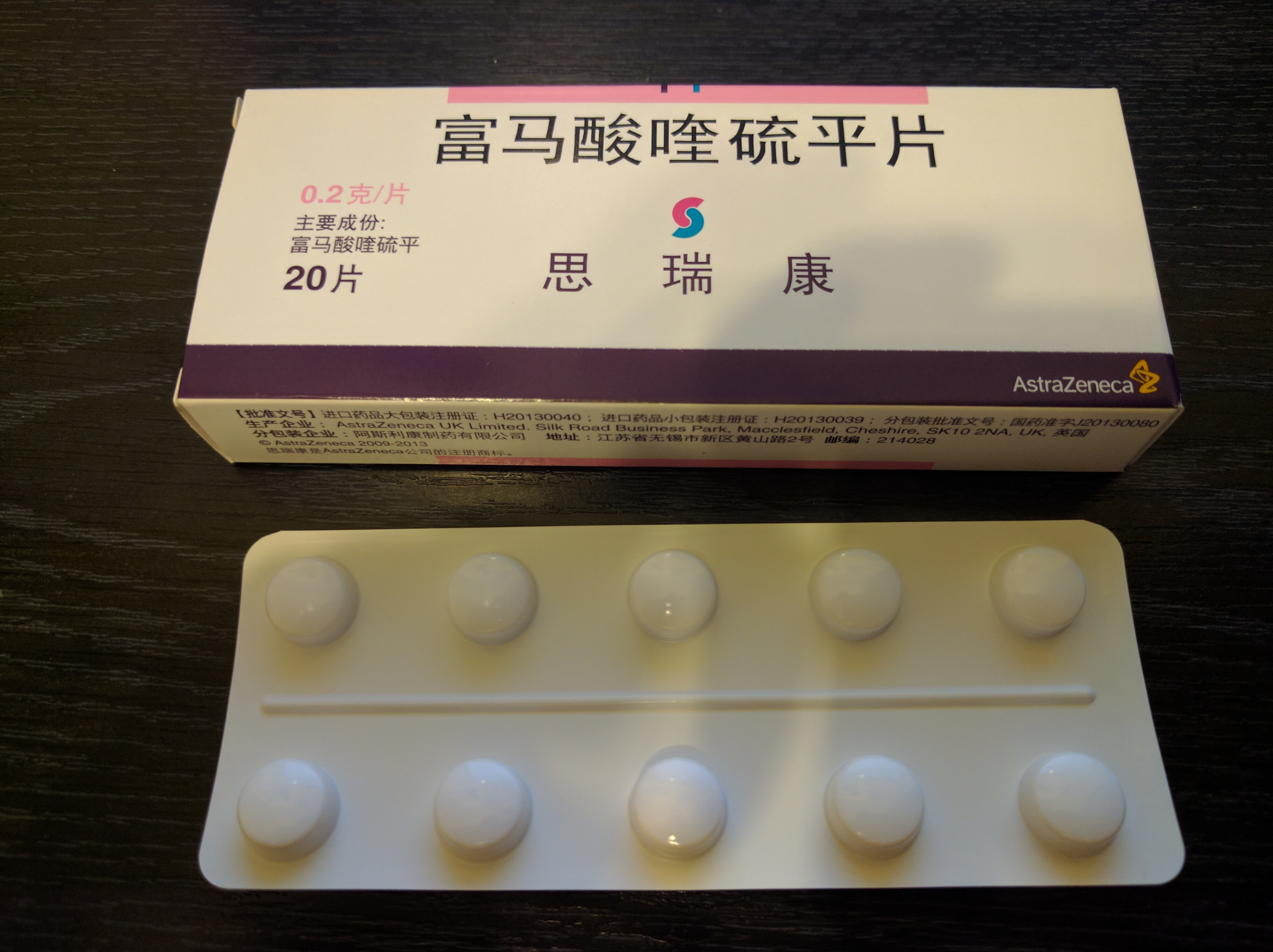
在中国大陆销售的富马酸喹硫平片（思瑞康®）

## 外部連結
- . MedlinePlus. The American Society of Health-System Pharmacists, Inc. 2008-09-01  [2016-04-26]. （原始内容存档于2016-07-04）.
- NAMI summary
- Internet Drug List summary
- Compound #1802: Quetiapine ChemBank
- U.S. National Library of Medicine: Drug Information Portal - Quetiapine（页面存档备份，存于）
- Seroquel Adverse Events Reported to the FDA（页面存档备份，存于）
- Australian Public Assessment Report for Quetiapine (as fumarate)

Template:Serotonergics
Template:Hypnotics and sedatives